# Serralada Urubamba
La serralada Urubamba és una serralada que es troba al departament de Cusco, al Perú i forma part de la gran serralada dels Andes. Es troba al marge dret del riu Urubamba, a uns 40 quilòmetres al nord-oest de la ciutat del Cusco, i s'estén d'oest a est durant uns 75 quilòmetres, amb una superfície de 41 km² de glaceres. El punt culminant és el Sahuasiray, amb 5.818 msnm.

## Cims principals
Les principals muntanyes de la serralada són el Sahuasiray (5.818 m) i el nevado Verónica (5.683 m). Altres muntanyes destacades són:
- Chicón, 5.530 metres
- Sirihuani, 5.399 metres
- Halancoma, 5.367 metres
- Huajayhuillca, 5.361 metres
- Marconi, 5.340 metres
- Pumahuanca, 5.318 metres
- Ancasmarca, 5.198 metres
- Condorhuachana, 5.073 metres
- Huamanchoque, 5.156 metres
- Ccerayoc, 5.092 metres
- Capacsaya, 5.044 metres
- Huacratanca, 5.024 metres
- Ajosune, 5.000 metres
- Huarmaripayoc, 5.000 metres
- Pitusiray, 4.991 metres
- Canchacanchajasa, 4.987 metres
- Azulorjo, 4.958 metres
- Chaquicocha, 4.895 metres
- Parorjo, 4.891 metres
- Apurinru, 4.880 metres
- Pucajasa, 4.800 metres
- Pumacallanca, 4.800 metres
- Yana Orjo, 4.800 metres
- Yanaorcco (Lares), 4.800 metres
- Pucaorjo, 4.776 metres
- Sutoc, 4.735 metres
- Patacancha, 4.666 metres
- Coscojahuarina, 4.623 metres
- Jatun Huiscana, 4.600 metres
- Llamayojcasa, 4.600 metres
- Coscojahuarina (Calca), 4.600 metres
- Quellorjo, 4.600 metres
- Puquiopata, 4.400 metres
- Yurac Orjo, 4.400 metres
- Maquimaquiyoc, 4.200 metres